# Цвилих, Алексей Лукич
Алексе́й Луки́ч Цвилих (1905 — неизвестно) — советский футболист, нападающий.
В первой половине 1930-х играл за «Динамо» Ленинград. В 1936—1937 годах в чемпионате СССР в составе ленинградской «Красной зари» сыграл 12 матчей, забил один гол — в ворота бывших одноклубников. Полуфиналист Кубка СССР 1936.